# Porto-Vecchio
Porto-Vecchio (Aussprache: [pɔrtɔvɛkjɔ]) (korsisch Portivechju) – früher auch geschrieben als Porto Vecchio (italienisch für Alter Hafen) – ist eine französische Gemeinde mit 11.536 Einwohnern (Stand 1. Januar 2022) auf Korsika. Sie gehört zum Département Corse-du-Sud und zum Arrondissement Sartène. Porto-Vecchio ist Hauptort des Kantons Grand Sud. Zu römischer Zeit hieß der Ort Portus Syracusanus, in genuesischer Zeit Ventimiglia la nova.
Porto-Vecchio liegt im Zentrum einer Beckenlandschaft am Ende des weitverzweigten Flusseinzugbereiches des Stabiacciu. Nördlich des Ortes liegt das Waldgebiet L’Ospédale. Der Golf von Porto-Vecchio hat eine Länge von 8 km und eine Breite von 1,5 bis 2,5 km.

## Geschichte

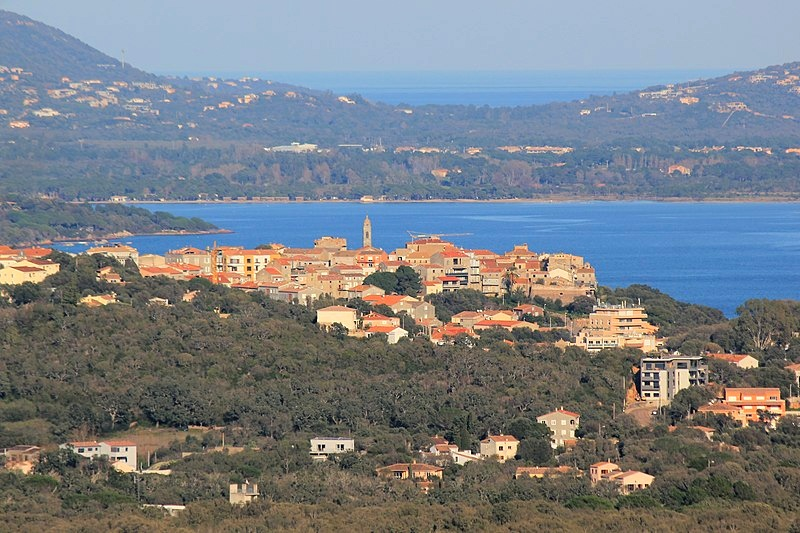
Blick vom Torre von Ceccia auf die Altstadt von Porto-Vecchio

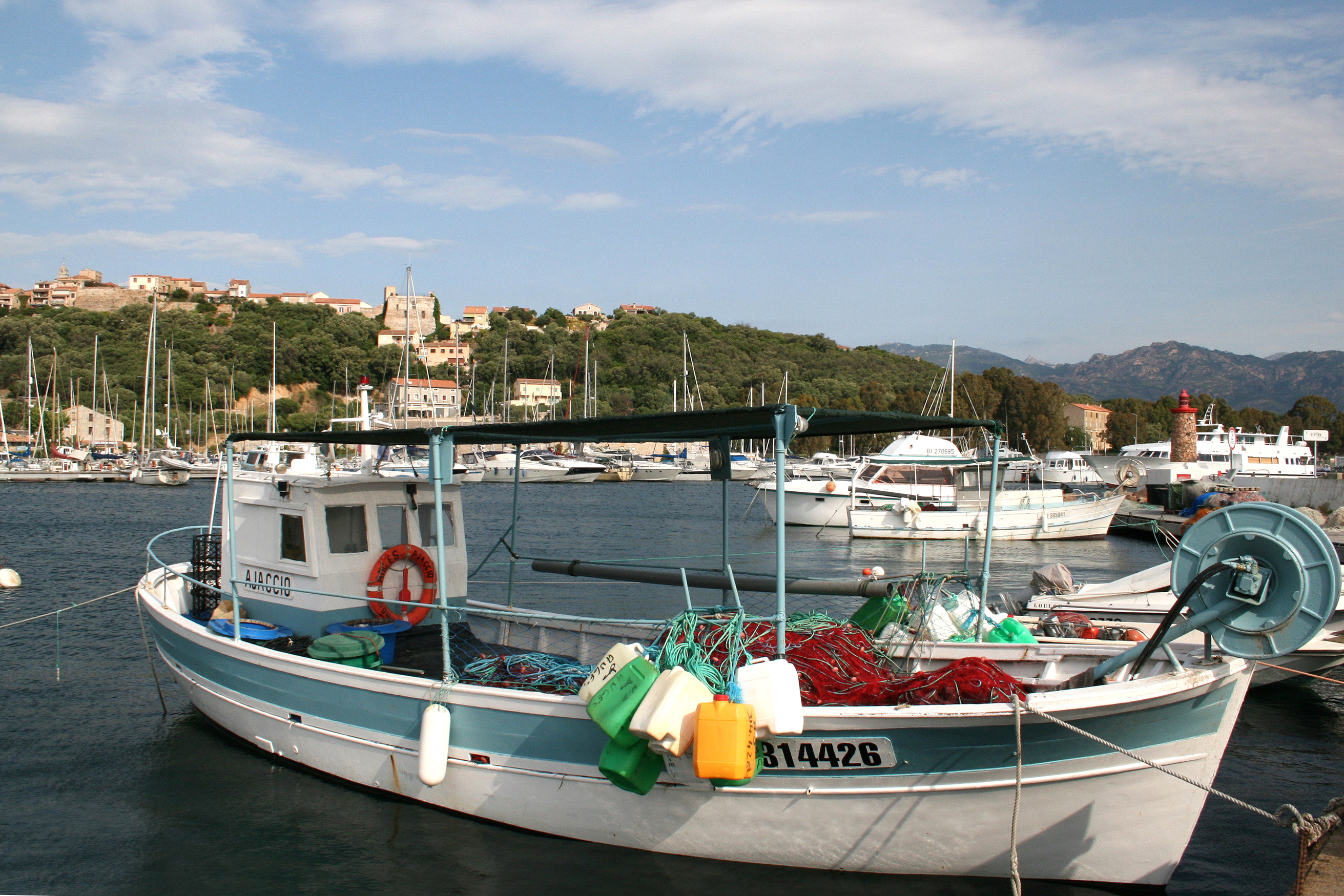
Die Marina von Porto-Vecchio mit der Altstadt im Hintergrund

Bei Porto-Vecchio liegen die Steinkisten Coffre de Palavese, Coffre de Sant'Antonaccio und Coffres de Tivulaghju.
Die genuesische Bank des heiligen Georg, auch Casa di San Giorgio, war die erste öffentliche Bank Europas und Eigentümerin der Insel. Sie wollte ihren Besitz (die Insel Korsika) weiter befestigen und baute 1539 nach Bonifacio, Bastia, Saint-Florent, Ajaccio und Calvi auch im Süden eine Festung. Der Standort wurde mit Bedacht gewählt, war die Bastion doch durch den vorgelagerten Berg der südlichen Halbinsel vom Meer aus nicht sichtbar. Die Stadt wies jedoch von Anfang an nicht die charakteristischen Merkmale der anderen genuesischen Stadtgründungen auf Korsika auf. Man beschränkte sich auf vier Bastionen, von denen drei heute noch erhalten sind. Diese wurden in die Festungsmauern eingefügt. Ansonsten gab es nur noch einen Palast für den genuesischen Obersten.
Der korsische Söldnerführer Sampiero Corso, der für die Medicis aus Florenz, den Papst Clemens VII. und vor allem für den französischen König Franz I. kämpfte, entschloss sich 1564 im Alleingang Korsika von den Genuesen zu befreien und eroberte die Stadt am 30. Juli 1564. Lange konnte er sich seines Sieges nicht freuen. Die Flotte von König Philipp II. von Spanien unter dem Oberbefehl des Genuesen Stefano Doria wurde eingeschaltet, und so musste er bereits am 26. November kapitulieren. Am 17. Januar 1567 wurde er in einem von den Vettern seiner Frau gelegten Hinterhalt getötet, hatte er doch 1563 seine Frau wegen Fluchtabsichten nach Genua erstochen.
In Porto-Vecchio passierte dann für lange Zeit nicht viel. Malaria quälte die Bewohner ständig und dezimierte sie. Im Ersten Weltkrieg mussten zahlreiche Bauernjungen an die Marne-Front. 1935 erreichte die Eisenbahn mit der Bahnstrecke Casamozza–Porto-Vecchio die Stadt.
Vom Zweiten Weltkrieg blieben Porto-Vecchio und die Insel Korsika lange Zeit verschont, war doch der Status der Insel ungeklärt. Hitler wollte eine Neuordnung erst nach einem Friedensvertrag mit Frankreich. Als Hitler aber im November 1942 unter dem Kodewort „Anton“ die Besetzung Südfrankreichs befahl, sah Mussolini seine Chance und besetzte am 11. November 1942 mit 80.000 Soldaten des VII. Korps der italienischen Armee die Insel Korsika. Zuvor hatte am 16. Juni 1940 bereits die italienische Luftwaffe mit Flugzeugen vom Typ Caprone u. a. den Bahnhof und einige Schulgebäude bombardiert, wobei jedoch Menschen nicht zu Schaden kamen. Nach dem Zusammenbruch der deutsch-italienischen Truppen in Afrika, speziell in Tunesien, zogen sich die Reste der 90. Panzergrenadierdivision über Sizilien, Sardinien und Korsika auf das italienische Festland zurück und bildeten dort die sogenannte Gotenlinie. Italien schloss im September einen Waffenstillstand mit den bereits auf Sizilien und vor Neapel stehenden Alliierten. Die Deutschen begannen am 12. September 1943 Korsika zu räumen. Die Wehrmacht zerstörte bei ihrem Rückzug auch die Bahnstrecke Casamozza–Porto-Vecchio, die nach dem Krieg nicht mehr aufgebaut wurde. 
Die amerikanische Luftwaffe bekämpfte bereits ab 1944 erfolgreich die Malariamücke Anopheles aus der Luft und machte so den nachfolgenden Tourismus erst möglich.
Bevölkerungsentwicklung
| Jahr                       | 1962 | 1968 | 1975 | 1982 | 1990 | 1999   | 2006 | 2016   |
| Einwohner                  | 4494 | 5148 | 7510 | 8095 | 9307 | 10.326 | 9484 | 11.813 |
| Quellen: Cassini und INSEE |      |      |      |      |      |        |      |        |

## Historische Bauwerke
Aus der Zeit der Herrschaft Genuas sind noch Teile der alten Stadtbefestigung und die Bastion de France erhalten. Vom alten Stadttor (Porte Génoise) hat man einen weiten Blick über Hafen und den gesamten Golf.

## Wirtschaft

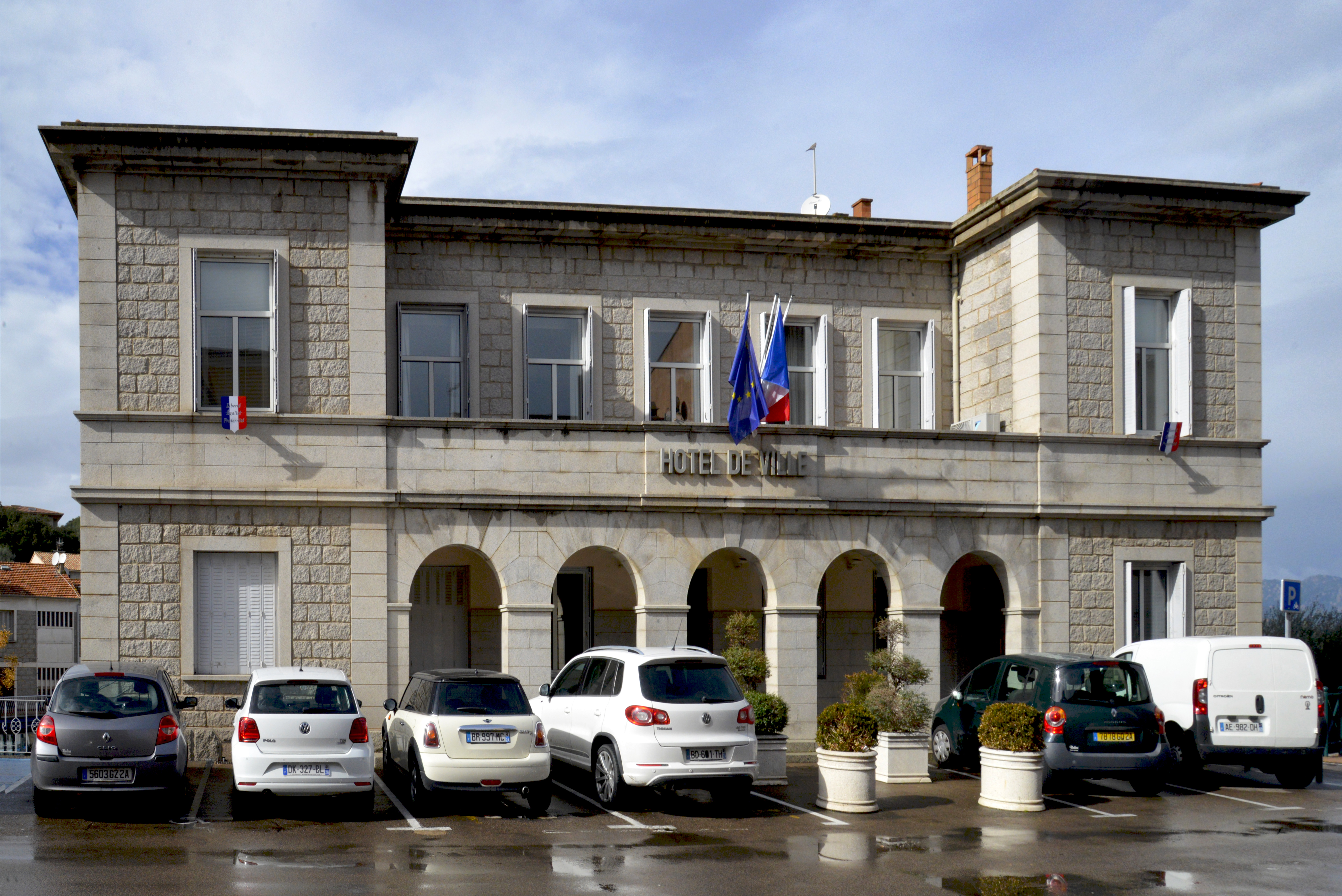
Rathaus (Hôtel de ville)

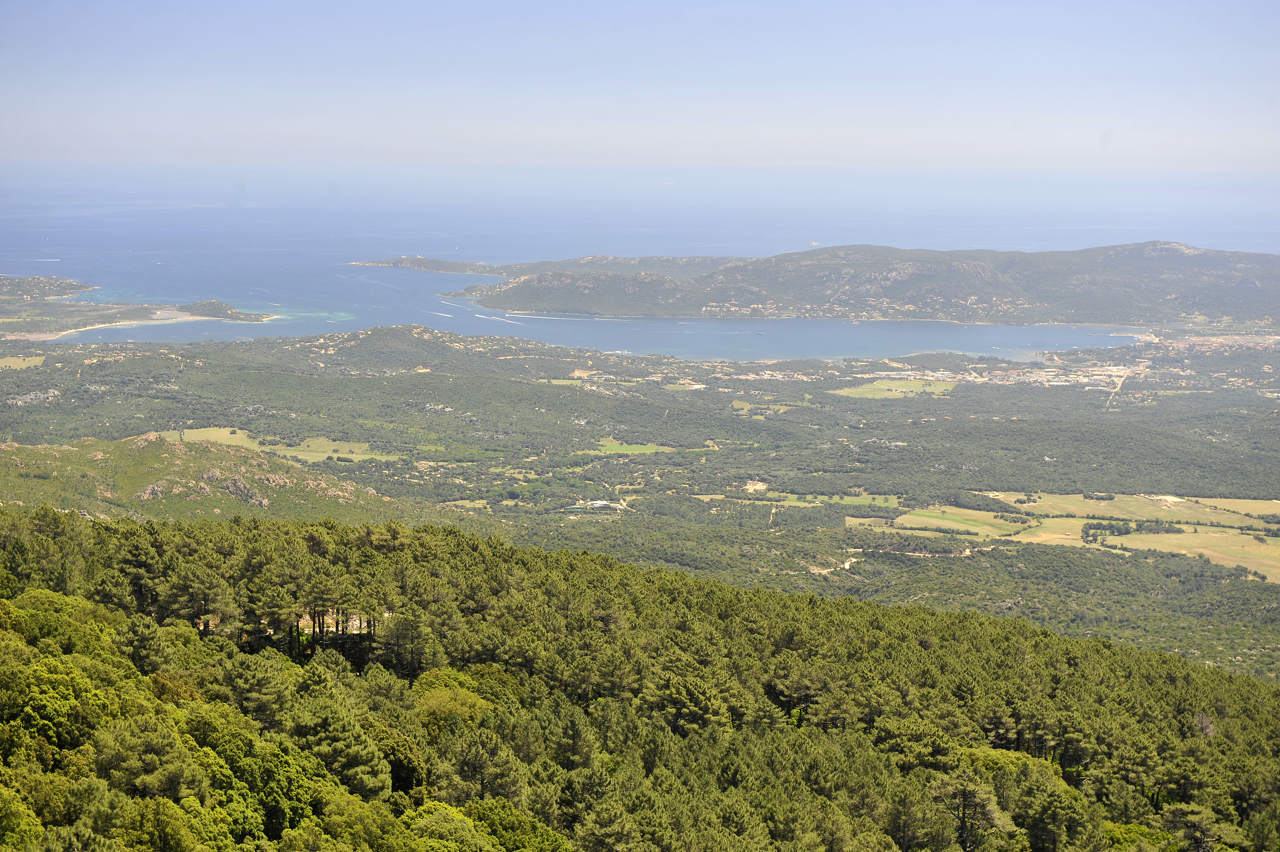
Golf von Porto-Vecchio, von L’Ospédale aus gesehen

Heute ist Porto-Vecchio der drittgrößte Hafen Korsikas; Kreuzfahrtschiffe machen hier fest, und es besteht eine Fährverbindung mit Marseille und mit Palau (Sardinien). Am Mündungsgebiet des Stabiacciu liegen Salzgärten und ein Sandstrand.

## Gesundheit
Seit 2011 ist das Auftreten von Schistosomiasis (Bilharziose) in Korsika gesichert nachgewiesen. Betroffen sind Einheimische und Touristen, die Kontakt mit dem Wasser des Flüsschens Cavu/Cavo nahe dem Ort Sainte-Lucie-de-Porto-Vecchio (nördlich von Porto-Vecchio) hatten. Es wurden Fälle bei Touristen aus Frankreich, Deutschland und Österreich diagnostiziert.

## Nördliche Strände von Porto-Vecchio
- Golfo di Sogno
- Cala Rossa
- San Ciprianu
- Golfe de Pinarellu
- Côtes des Nacres

## Südliche Strände von Porto-Vecchio

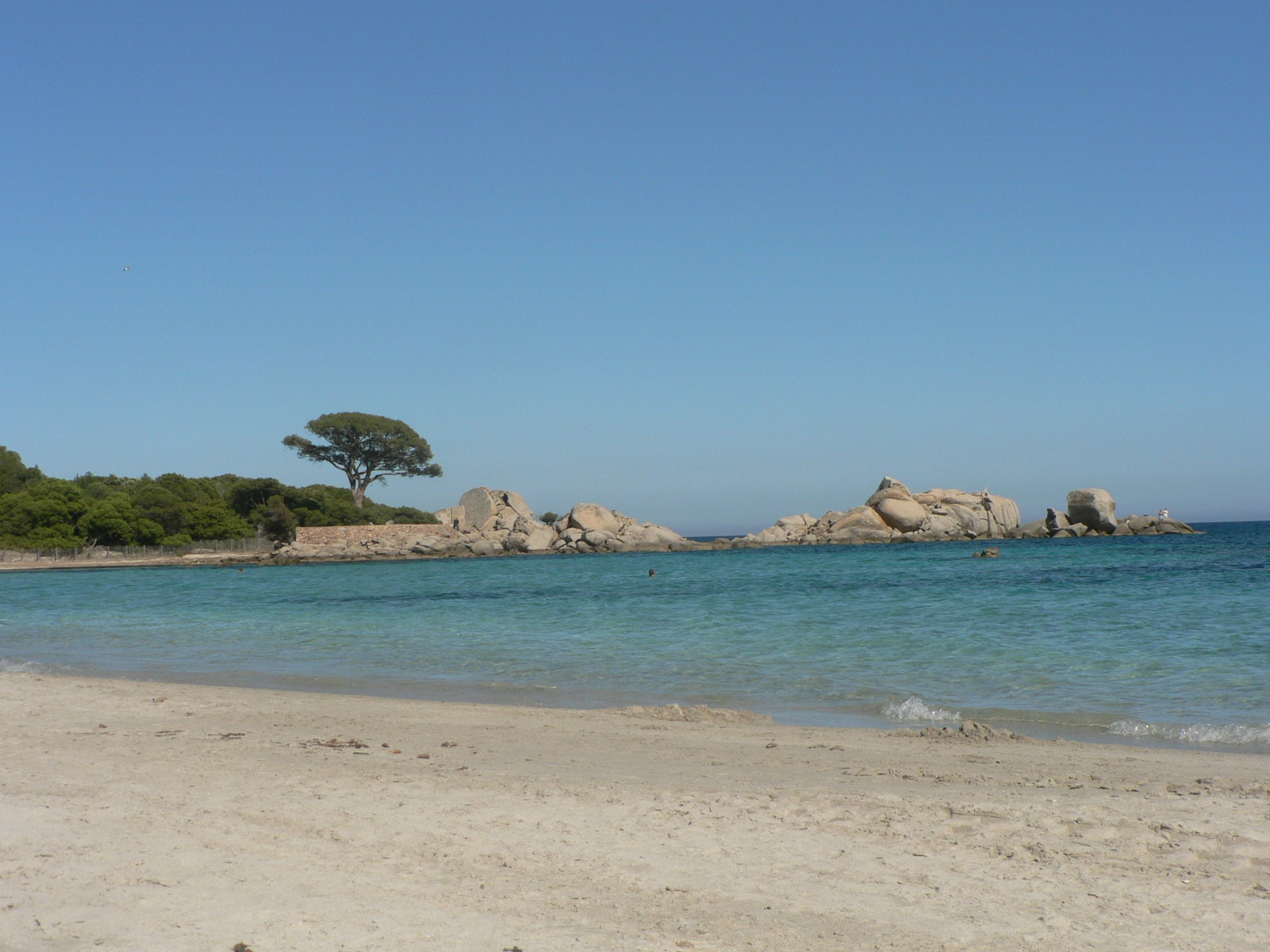
Strand Palombaggia

- Chiappa-Halbinsel
- Palombaggia
- Santa Giulia
- Baie de Rondinara
- Golf von Santa Manza
- Plage Calalonga
- Plage de Plantarella
- Capo Pertusato

## Persönlichkeiten
- Claude Papi (1949–1983), Fußballnationalspieler
- Yves Loubet (* 1958), Rallyefahrer
- Steve Delaup (* 1972), Skispringer
- Fred Testot (* 1977), Schauspieler und Komiker
- Morhad Amdouni (* 1988), Leichtathlet